# Nikola Gatarić
Nikola Gatarić (sinh 9 tháng 3 năm 1992) là một cầu thủ bóng đá Croatia thi đấu ở vị trí tiền vệ cánh cho câu lạc bộ Slovakia 1. FC Tatran Prešov.